# 山村代官屋敷
山村代官屋敷（やまむらだいかんやしき）は、長野県木曽郡木曽町福島5808番地1にある史跡。江戸時代は尾張藩重臣の山村家が代々世襲する木曾代官所であった。

## 特徴
木曽氏の一族であった山村良勝は慶長5年（1600年）の関ヶ原の戦いでは東軍に属した。木曽にあって同じく東軍に属した父・山村良候が西軍の石川貞清に敗れて犬山城に拘禁されると、木曾衆を率いて犬山城攻めに加わり、武功を挙げて父を救出する。慶長7年（1602年）に父が死去すると、家督を継いで5700石の領主となり家康に仕え、江戸幕府旗本として福島関所の関守を兼ねた。しかし元和元年（1615年）、木曾全域が尾張藩の所領となったため、幕府の旗本ではなくなり、尾張藩の直属の木曽代官となった。
現在の敷地は旧山村家の御下屋敷の一部であり、建物と庭園からなる。木造平屋建373平方メートルの建物は、享保8年（1723年）に再建されたものである。庭園は木曽駒ヶ岳と永田山を借景とする池泉回遊式庭園である。1967年（昭和42年）に福島町と新開村が合併して木曽福島町が発足すると、木曽福島町は所有者の山村鉄男から土地と建物を買収し、1971年（昭和46年）9月に史跡として公開した。建物内では山村家旧蔵の文学関係・美術関係資料を収集展示している。

## 利用案内
- 開館時間：8時30分～16時30分
- 休館日：年末年始、12月～3月の毎週木曜日（祝日の場合は翌日）

## ギャラリー

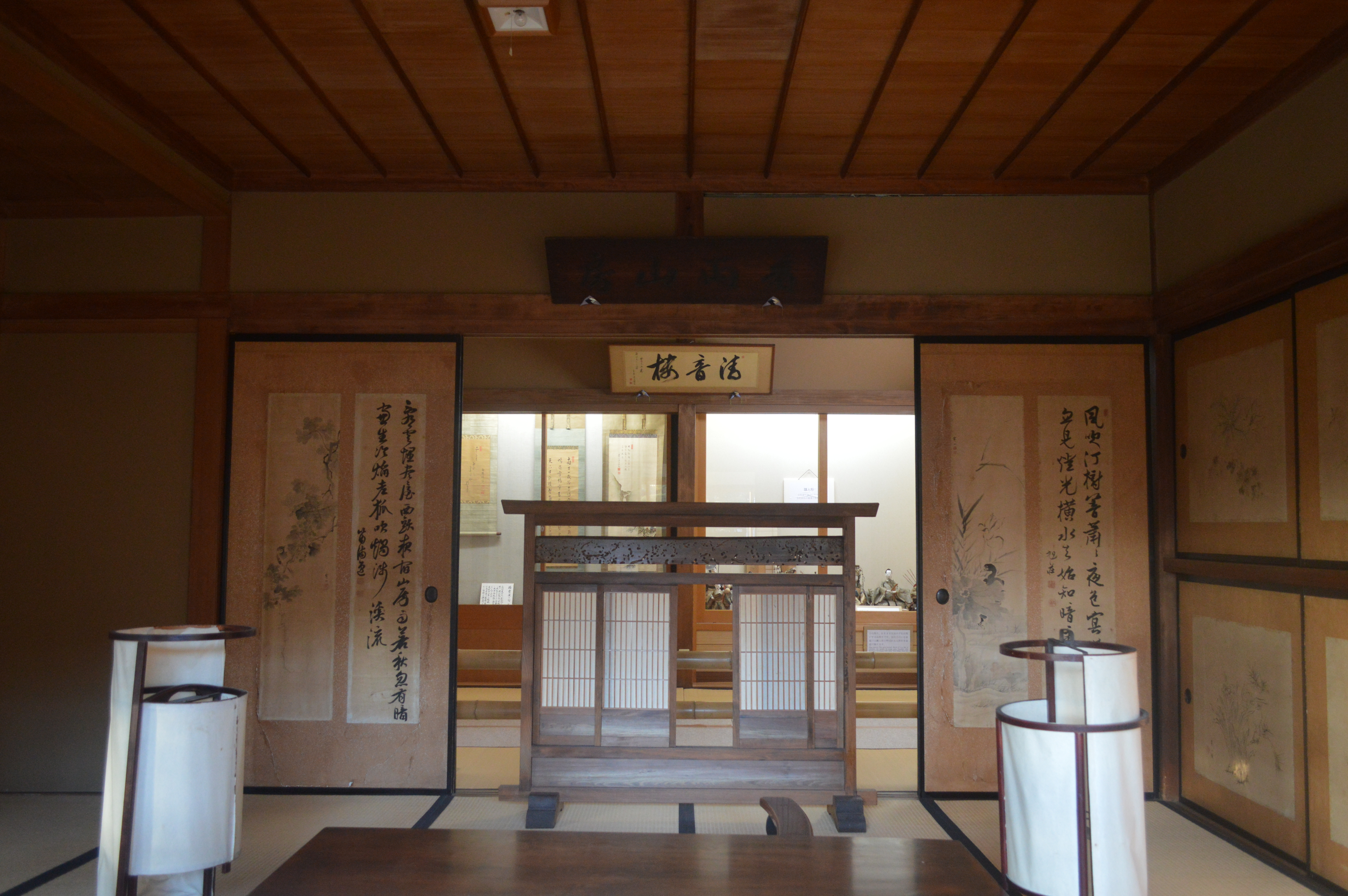
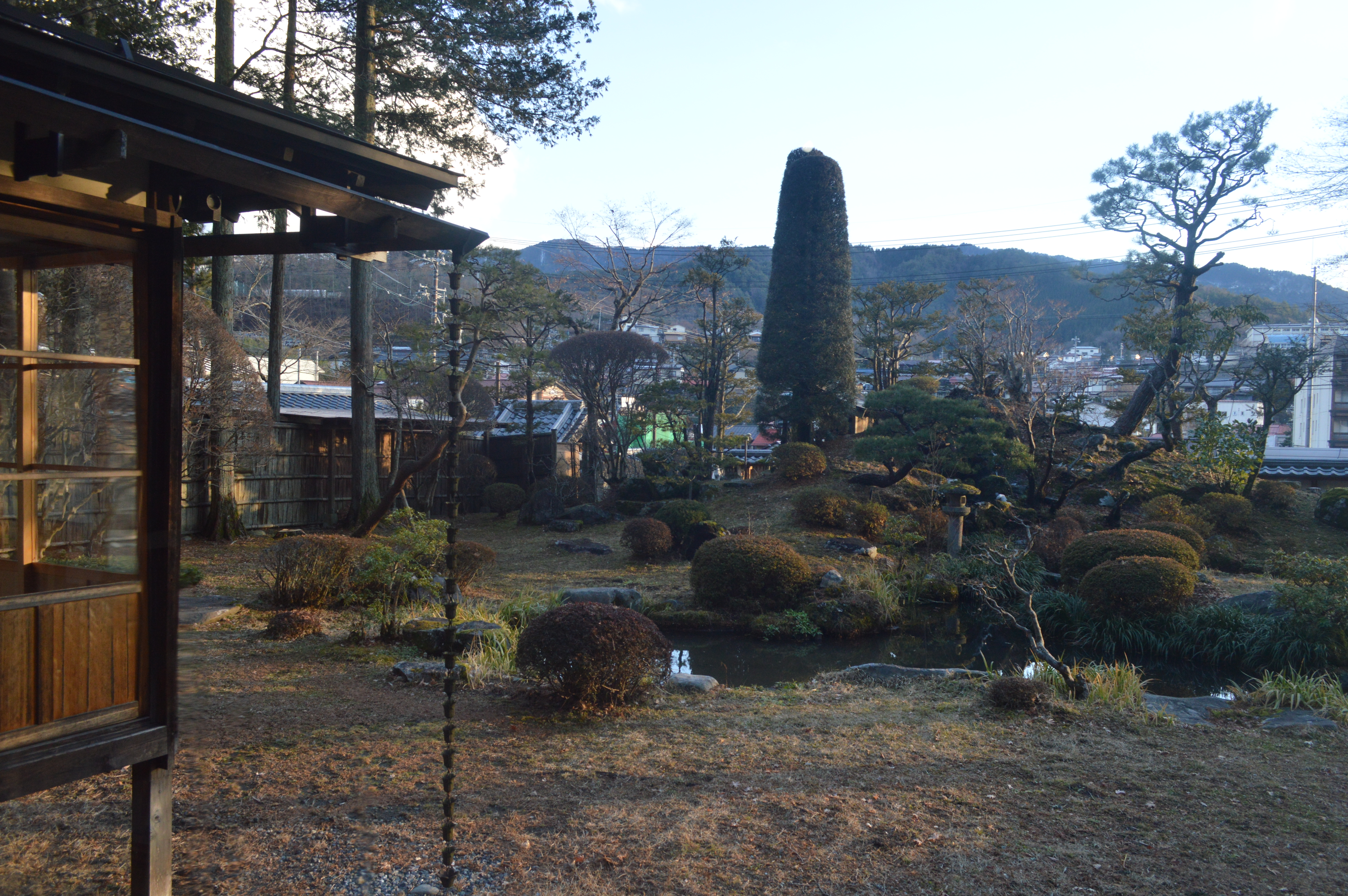